# Opatówka (dopływ Wisły)
Opatówka (Łukawa, Łukówka) – rzeka, lewy dopływ Wisły o długości 55,88 km i powierzchni dorzecza 282 km².

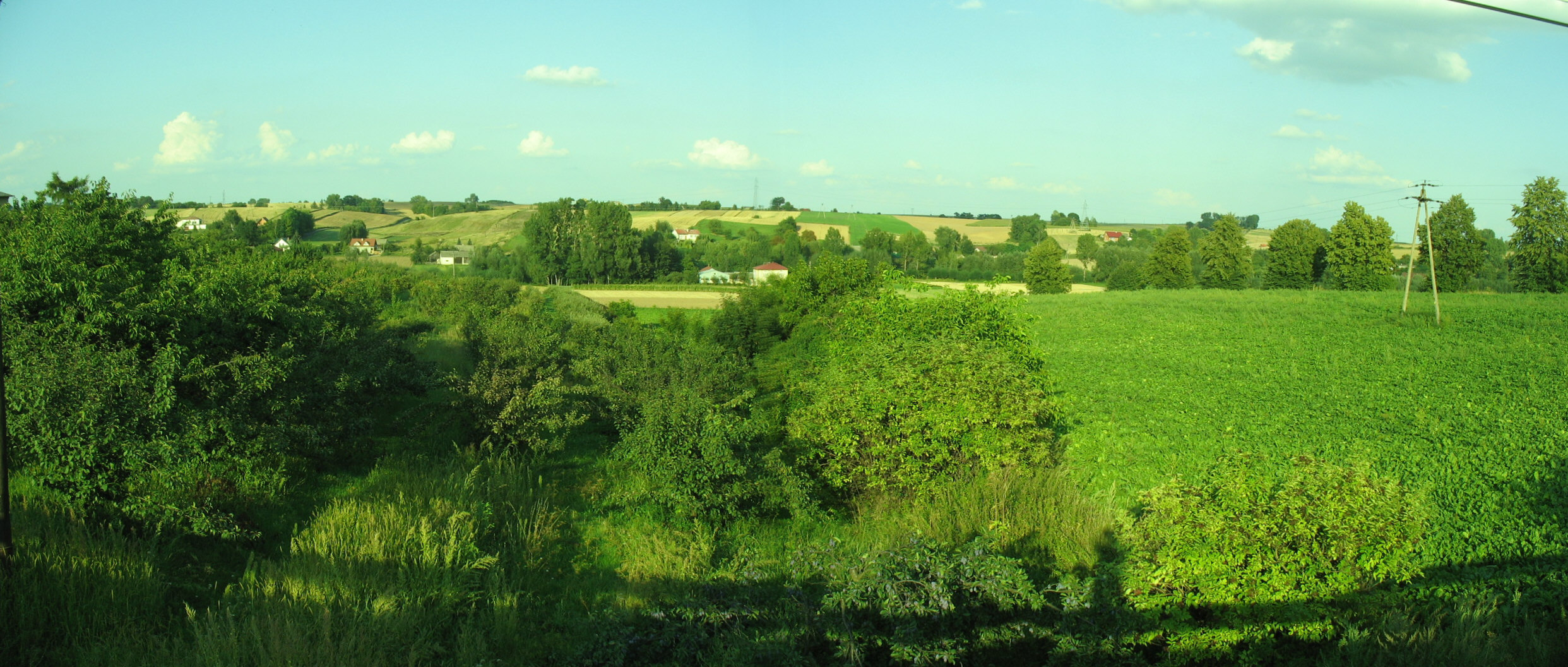
Dolina Opatówki w Wąworkowie

Rzeka płynie z Gór Świętokrzyskich przez Wyżynę Sandomierską na Nizinę Nadwiślańską, w województwie świętokrzyskim. Jej źródło znajduje się na wschodnim zboczu Góry Truskolaskiej (Pasmo Jeleniowskie), na wysokości 332 m n.p.m., ok. 10 km na zachód od Opatowa. Przepływa przez  Dacharzów, Dwikozy, Karwów, Malice Kościelne, Międzygórz, Opatów, Radoszki, Słabuszewice, Szczytniki i Wysiadłów, a do Wisły uchodzi na wschód od wsi Słupcza powyżej Zawichostu, na wysokości 138 m n.p.m. W dorzeczu rzeki Opatówki występują liczne wąwozy lessowe.
Prawymi dopływami rzeki są Grabówka, Rzeka Marcinkowska i Kania.
W maju 2006 roku, na pograniczu Opatowa i Zochcinka, ruszyła budowa zbiornika wodnego zasilanego wodami Opatówki. Obecnie zbiornik (2 niecki) został całkowicie zapełniony.